# Spallanzania tabida
Spallanzania tabida är en tvåvingeart som först beskrevs av Henry J. Reinhard 1958.  Spallanzania tabida ingår i släktet Spallanzania och familjen parasitflugor. Inga underarter finns listade i Catalogue of Life.